# Kiesrecht in Suriname
Het kiesrecht in Suriname werd ingevoerd met de oprichting van de Koloniale Staten in 1865. De bevolking kreeg het recht om negen volksvertegenwoordigers te kiezen en ingezetenen kregen het recht om zich kandidaat te stellen voor het lidmaatschap van de Koloniale Staten. De kiesrechten waren evenwel beperkt tot een zeer klein gedeelte van de bevolking.
In 1936 werd een nieuwe staatsregeling van kracht. De naam van de volksvertegenwoordiging werd gewijzigd in Staten van Suriname. Het belangrijkste verschil met de wetgeving uit 1865 was dat vrouwen expliciet werden uitgesloten van het actief kiesrecht.
Het algemeen kiesrecht werd in 1948 ingevoerd. De beperkende toegang tot het kiesrecht in de vorm van censuskiesrecht en capaciteitskiesrecht werden afgeschaft. De kiesrechten van mannen en vrouwen werden gelijkgetrokken.
In 1975 werd Suriname een onafhankelijke republiek. In de Grondwet voor de Republiek Suriname werd het algemeen kiesrecht verankerd.
Vanaf 1980 bestuurde de Nationale Militaire Raad het land. De grondwet werd in haar werking geschorst en het parlement werd buiten werking gesteld.
In 1985 werd een gekozen Nationale Assemblée geïnstalleerd die een nieuwe grondwet opstelde waarin het algemeen kiesrecht weer was opgenomen. De bevolking stemde met overgrote meerderheid voor deze nieuwe  grondwet. In november 1987 werd de Grondwet van de Republiek Suriname door De Nationale Assemblée bekrachtigd. Vanaf dat moment kent Suriname weer vrije algemene verkiezingen.

## 1865 Koloniale Staten

De opening van de Koloniale Staten aan de Gravenstraat in Paramaribo voor het zittingsjaar 1884-1885. (Albuminedruk van Julius Muller, 1884)

Vanaf 1865 kende Suriname een volksvertegenwoordiging met wetgevende bevoegdheid: de Koloniale Staten. In het vierde hoofdstuk van het Reglement op het beleid der Regeering in de kolonie Suriname (G.B. 1865 no. 55) werden de samenstelling van de Staten beschreven, de organisatie van de vergaderingen, de bevoegdheden ("van hunne magt") met betrekking tot het goedkeuren van voorgestelde verordeningen en de bevoegdheden met betrekking tot de koloniale begroting.
In het Reglement waren vereisten opgenomen voor het mogen uitoefenen van het actief kiesrecht en voor het recht om zich kandidaat te stellen, het passief kiesrecht.
De eerste verkiezingen voor de Koloniale Staten vonden plaats op 5 april 1866, en de eerste zitting werd officieel geopend op 8 mei 1866. Het aantal leden van de Koloniale Staten was gesteld op dertien; een lid per tweehonderd kiezers. Hiervan werden er negen gekozen door de kiezers. Vier leden werden benoemd door de Gouverneur van Suriname. De eerste voorzitter was Jasper Mauritsz Ganderheyden benoemd. Salomon Soesman jr. werd benoemd tot de eerste Vice Voorzitter. Een jaar later gaf Mauritsz Ganderheyden het voorzitterschap én het Statenlidmaatschap op vanwege een reis naar Nederland, waarna Soesman hem opvolgde als tweede voorzitter. Twee jaar later werd Mauritz Ganderheyden opnieuw benoemd en nam hij het voorzitterschap weer over.  Vanaf 1901 werden alle Statenleden gekozen.

#### Actief kiesrecht
In artikel 69 van het Reglement van 1865 staan de eisen opgesomd waaraan kiezers moesten voldoen:
1. Ingezetenschap. Hierbij werd een onderscheid gemaakt tussen Nederlanders en vreemdelingen. Nederlanders moesten in Suriname gevestigd zijn op 1 januari van het jaar waarin de kieslijst werd vastgesteld. Voor vreemdelingen schreef het reglement een vestigingstermijn van vijf jaar voor.
2. Een leeftijdsgrens: 25 jaar of ouder.
3. In het bezit van burgerlijke rechten. Ingezetenen konden worden uitgesloten van hun burgerlijke rechten bij rechterlijk vonnis.
4. Het betalen van directe belastingen: een bedrag tussen de 20 en 100 gulden waarvan de hoogte bij kiesreglement werd bepaald.

Vereiste 4 betekent dat er sprake is van censuskiesrecht. Hierdoor werd het aantal ingezetenen dat kon deelnemen aan de verkiezingen beperkt tot nog geen 2% van de bevolking. De belasting die moest worden afgedragen werd in het kiesreglement bepaald op "minstens 60 gulden". De belastingafdracht van een echtgenote mocht worden meegerekend: "De man wordt geacht betaald te hebben den aanslag zijner vrouw in de directe belastingen". De censusgrens werd in 1901 verlaagd naar 40 gulden.

#### Passief kiesrecht
Voor de verkiezingen werd een officiële lijst van kiesgerechtigde inwoners opgesteld. Er was geen aparte lijst met kandidaten voor het lidmaatschap van de Koloniale Staten. Het Reglement vermeldt: "Verkiesbaar zijn allen die de vereischten bezitten, opgenomen in art. 69, onder nummer 1, 2 en 3 dezer wet, en niet onbekwaam, nog uitgesloten zijn". Een uitzondering gold voor de gouverneur, de gouvernementssecretaris, militairen in werkelijke dienst, predikanten en geestelijken. Zij konden zich niet verkiesbaar stellen. In 1905 werd een verplichting tot kandidaatstelling ingevoerd.

#### Positie van vrouwen
In het Reglement van 1865 is geen bepaling opgenomen waaruit blijkt dat het kiesrecht uitsluitend is voorbehouden aan mannen. Er is wel een artikel opgenomen waaruit duidelijk wordt dat het kiesrecht bedoeld was voor mannen: "Bloedverwantschap of zwagerschap tot en met den tweeden graad mag niet bestaan tussen de leden van de Koloniale Staten. […] Hij, die na zijne benoeming in den verboden graad van zwagerschap met een der andere leden geraakt, is niet verpligt af te treden vóór den afloop van zijnen tijd van zitting. De zwagerschap houdt op door de dood der vrouw die haar veroorzaakte" (Artikel 73).
De Surinaamse jurist Hugo Essed concludeert op basis van de tekst van het Reglement dat mannen en vrouwen zowel het actief als het passief kiesrecht bezaten. De Nationale Assemblée gaat uit van de bedoeling van de wetgever: "In die tijd werden mannen die ten minste 60 gulden betaalden aan belastingen, gekozen tot parlementslid".

#### Positie vrijgemaakte slaven
Artikel 23 van de Wet op de opheffing van slavernij (S.B. 1862 no.164) (de Emancipatiewet) bepaalde dat vrijgemaakten beschouwd zullen worden als ingezetenen van de kolonie. Vrijgemaakten kregen hiermee dus kiesrecht volgens dezelfde voorwaarden als de andere ingezetenen van Suriname. 
In het tweede gedeelte van artikel 23 wordt bepaald dat de vrijgemaakten pas "in het volle genot van het burgerregt treden" na de opheffing van het staatstoezicht. Het bijzonder toezicht van de staat gold vanaf 1 juli 1863 voor ten hoogste tien jaren en was bedoeld om de vrijgemaakten "te beschermen en op te leiden tot het familie- en maatschappelijk leven" (Artikel 19). Vrijgemaakten kregen dus kiesrecht, maar door de bepaling over het staatstoezicht mocht dat recht pas na 1 juli 1873 worden uitgeoefend.

## 1936 Staten van Suriname
Van 1936 tot 1948 was de Surinaamsche Staatsregeling van 1936 (G.B. 1936 no. 156) van kracht. De naam van de volksvertegenwoordiging werd gewijzigd in Staten van Suriname. Het aantal leden bedroeg vijftien. Vijf leden werden benoemd door de gouverneur en tien leden werden gekozen door de kiesgerechtigde inwoners.

#### Actief kiesrecht
In deze periode mochten vrouwen niet stemmen; alleen mannen bezaten actief kiesrecht. De kiesgerechtigde leeftijd werd bepaald op 25 jaar. Naast de vereisten van nationaliteit en inwonerschap werden er aanvullende eisen gesteld waardoor  het aantal kiesgerechtigden verder werd beperkt. Kiesgerechtigden moesten voldoen aan een van volgende voorwaarden: 
1. Betaling van belasting over het jaarlijkse inkomen (censuskiesrecht).
2. Vervulling van de bij kiesreglement vastgestelde eisen van verstandelijke ontwikkeling (capaciteitskiesrecht). Kiezers moesten aantonen dat zij in het bezit waren van een ulo-diploma of hoger.[7][8]

Ten opzichte van het Reglement van 1865 werd ook de lijst met uitsluitingsgronden uitgebreid. Naast krankzinnigheid, zwakheid van vermogen en gevangenschap kon nu een ook rechterlijke uitspraak over herhaalde bedelarij, landloperij en openbare dronkenschap tot ontzegging van het stemrecht leiden. Het census- en capaciteitskiesrecht beperkte het aantal kiesgerechtigde inwoners tot ongeveer drieduizend. Ter vergelijking: in 1940 telde Suriname ca. 142.000 inwoners.

#### Passief kiesrecht
Het passief kiesrecht werd toegekend aan mannen en vrouwen. Aan het recht om zich kandidaat te stellen waren dezelfde census- of capaciteitsvereisten verbonden die ook voor het actief kiesrecht golden. Uitgesloten van verkiesbaarheid waren, net als in 1865, de gouverneur, de ondervoorzitter en de leden van de Raad van Bestuur, de gouvernementssecretaris en militairen in actieve dienst. De uitsluiting van predikanten en geestelijken verviel, ze worden in de Staatsregeling van 1936 niet meer vermeld.

#### Positie van vrouwen
Bij de Statenverkiezingen van 23 maart 1938 werd Grace Schneiders-Howard gekozen tot lid van de Staten van Suriname. Zij was het eerste vrouwelijke Statenlid. Bij de verkiezingen van 1942 en 1946 stelde zij zich weer kandidaat, maar ze werd niet herkozen. Het zou tot 1963 duren voor er weer een vrouw in de Staten werd gekozen.

#### Aziatische immigranten
De bevolkingssamenstelling in Suriname was na 1873 sterk veranderd door de komst van Hindoestaanse en Javaanse contractarbeiders. Het overgrote deel van deze bevolkingsgroepen zou naar verwachting niet voldoen aan de vereisten die in de Staatsregeling van 1936 werden gesteld. Zij waren daarmee dus uitgesloten van deelname aan de verkiezingen. In 1901 was de benoeming van Statenleden door de gouverneur afgeschaft. Besloten werd om het benoemen van Statenleden opnieuw in de Staatsregeling op te nemen. De motivatie hiervoor was dat de Hindoestaanse en Javaanse bevolkingsgroepen hierdoor toch vertegenwoordigers in de Staten konden krijgen.

## 1948 Staten van Suriname
Met de Surinaamse Staatsregeling van 1948 (G.B. 1948 no. 73) werd het algemeen kiesrecht ingevoerd. Ten opzichte van de regeling uit 1936 was deze nieuwe wet een grote stap vooruit in de democratisering van Suriname.

#### Kiesrechten
De positie van mannen en vrouwen werd gelijkgetrokken. Alle ingezetenen vanaf 23 jaar mochten hun stem uitbrengen. De census- en capaciteitsvereisten werden afgeschaft, ze komen in de Staatsregeling niet voor. De leeftijdsgrens voor het passief kiesrecht werd ook op 23 jaar gesteld. Het aantal Statenleden werd tot 21 uitgebreid. Het benoemen van Statenleden door de gouverneur werd opnieuw afgeschaft, alle leden werden gekozen.
Door alle wijzigingen ten opzichte van de regeling uit 1936 was het aantal kiesgerechtigden gestegen van ongeveer 3.000 tot 80.000 à 96.000.

#### Kiesstelsel 1949
In de jaren na de Tweede Wereldoorlog werden er meerdere politieke partijen opgericht. De partijen werden opgericht langs etnische lijnen en waren vooral gericht op de belangenbehartiging van hun eigen bevolkingsgroep. Kiezers konden in 1949 voor het eerst stemmen op kandidaten die aan een partij verbonden waren.
De eerste verkiezingen volgens de Staatsregeling van 1948 werden gehouden op 30 mei 1949. Ze werden georganiseerd volgens het nieuwe kiesstelsel, een districtenstelsel waarbij het land verdeeld werd in negen kieskringen. Iedere kieskring (district) had een vast aantal vertegenwoordigers in de Staten. Van de 21 zetels in de Staten waren er 10 bestemd voor vertegenwoordigers van het district Paramaribo. De andere acht districten konden samen elf Statenleden afvaardigen, per kieskring dus een of twee.
De politieke partijen konden in ieder district een lijst indienen met daarop evenveel kandidaten als dat district mocht afvaardigen naar de Staten. Kandidaten mochten niet voorkomen op meer dan een lijst van welk district dan ook.
Bij de verkiezingen werd het personenmeerderheidsstelsel gehanteerd. Kiesgerechtigden stemden op personen, die verbonden waren aan een lijst van een politieke partij. Een partij die de meerderheid van de stemmen in een kieskring behaalde kreeg alle zetels voor de Staten van het betreffende district.
Dit stelsel leidde tot grote onevenwichtigheid in de samenstelling van de Staten. De bevolking van Paramaribo was in grote meerderheid creools. Er woonden 34.234 kiesgerechtigden in Paramaribo dat tien Statenleden kon afvaardigen. In de drie kieskringen rondom Paramaribo woonden vooral Hindoestanen. In deze districten werden 29.877 kiesgerechtigden geregistreerd. Samen konden ze slechts drie Statenleden afgevaardigden.

#### Kiesstelsel 1963
Om de oververtegenwoordiging van het district Paramaribo en de creoolse dominantie in de Staten terug te dringen werd in 1963 een nieuw, gemengd kiesstelsel ingevoerd waarbij iedere kiezer tweemaal zijn stem kon uitbrengen. 24 Statenleden werden gekozen volgens het bestaande personenmeerderheidsstelsel per kieskring. Twaalf leden werden gekozen volgens het stelsel van landelijke evenredige vertegenwoordiging. De kiezer stemde hierbij op een partij en het kiesgebied omvatte het hele land.
Het aantal leden van de Staten werd in 1963 uitgebreid tot 36 en in 1966 werd het aantal leden verder verhoogd tot 39.

#### Positie van vrouwen
De invoering van het actief kiesrecht voor vrouwen in Suriname in 1948 was mede tot stand gekomen dankzij de actieve bemoeienis van Corry Tendeloo, Tweede Kamerlid voor de Partij van de Arbeid.
In 1950 nam Sophie Redmond deel aan de verkiezingen als onafhankelijke kandidaat, maar ze werd niet gekozen. Vijftien jaar na de verkiezing van Grace Schneiders-Howard werd er weer een vrouwelijke volksvertegenwoordiger gekozen. In 1963 werd Isabella Richaards voor de Nationale Partij Suriname gekozen tot lid van de Staten van Suriname.

#### Positie vanmarronseninheemsen
De invoering van het algemeen kiesrecht in 1948 betekende dat elke volwassene kiesgerechtigd was. Maar men moest zich wel laten registeren om van dit recht gebruik te kunnen maken. Het overgrote deel van de bewoners van het binnenland stond niet geregistreerd en was daardoor dus uitgesloten van deelname aan de verkiezingen. De registratie van marrons werd vanaf rond 1960 versneld ter hand genomen. Een belangrijke directe aanleiding was de aanleg van het Brokopondostuwmeer waarvoor meer dan vijfduizend marrons moesten verhuizen. Om de participatie van marrons te bevorderen werden ook institutionele maatregelen genomen. De kieskring Marowijne werd gesplitst in Boven- en Beneden-Marowijne en Brokopondo werd ingesteld als nieuwe kieskring. De verkiezingen van 1963 worden beschouwd als de eerste verkiezingen waaraan marrons en inheemsen volwaardig konden deelnemen.
Wilfred Liefde (Nationale Partij Suriname), een onderwijzer afkomstig uit Ganzee was het eerste Statenlid uit de marron-gemeenschap. Hij werd in 1963 gekozen in de kieskring Brokopondo.
Het eerste inheemse parlementslid was Eugène Arichero. Hij werd in 1973 benoemd in de Staten voor de Nationale Partij Kombinatie (NPK) / Nationale Partij Suriname (NPS).

## 1975 Parlement van de Republiek Suriname

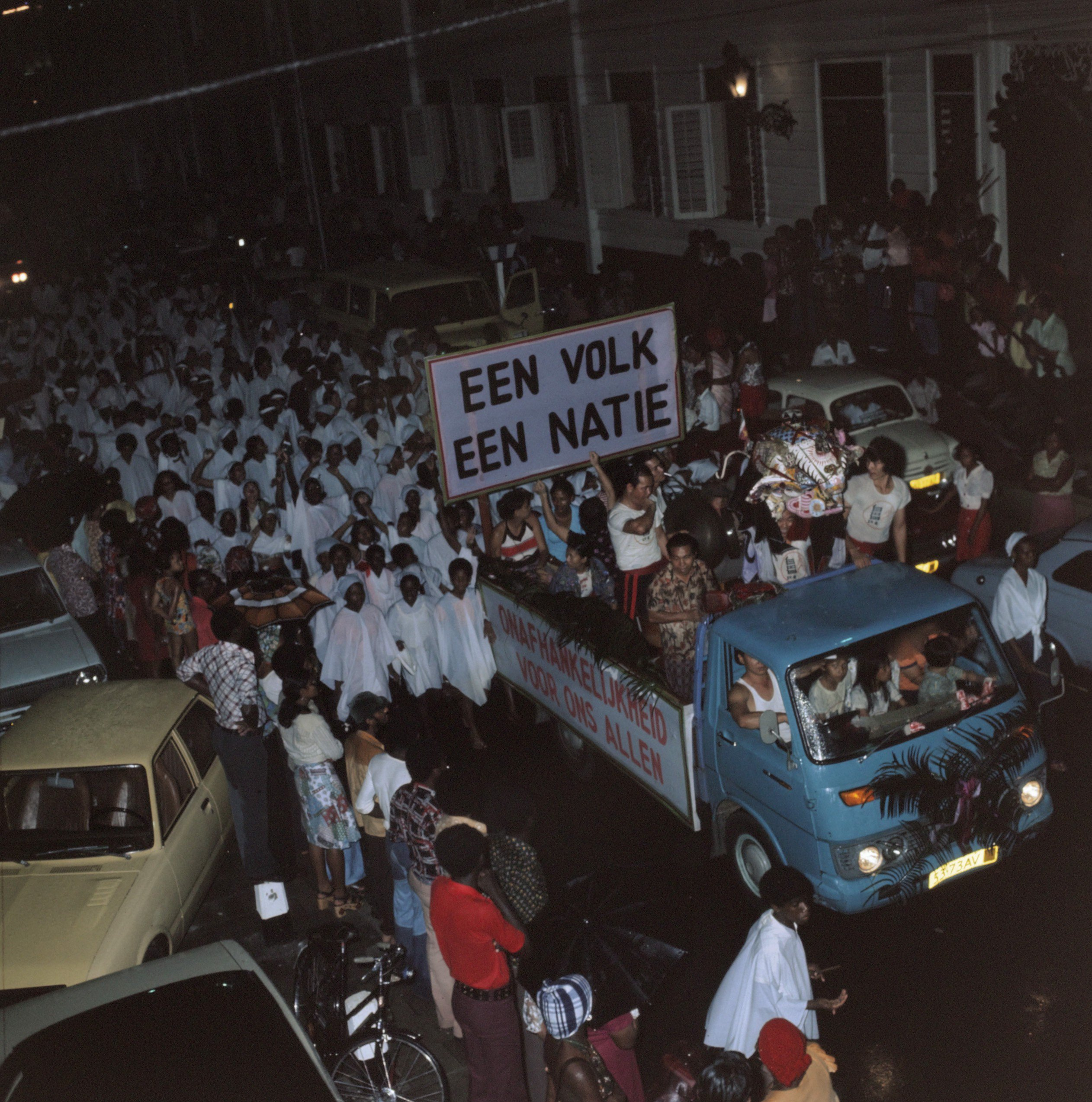
Viering van de Surinaamse onafhankelijkheid

Op 25 november 1975 werd Suriname een onafhankelijke Republiek. Het grondgebied van Suriname maakte vanaf die dag geen deel meer uit van het Koninkrijk der Nederlanden en alle inwoners die in Suriname geboren en gevestigd waren kregen de Surinaamse nationaliteit.
De Grondwet voor de Republiek Suriname (S.B. 1975 no.2), werd op 19 november 1975 met algemene stemmen aangenomen door het Parlement en trad op 25 november in werking.

#### Kiesrechten
De vereisten voor kiezers waren:
1. De Surinaamse nationaliteit bezitten.
2. 21 jaar of ouder.
3. Geregistreerd staan op de kiezerslijst. Alleen Surinamers die werkelijk in Suriname verbleven konden worden ingeschreven op de kiezerslijst.
4. Niet van verkiesbaarheid uitgesloten. Dit gold voor gevangenen en voor burgers waarbij de rechter krankzinnigheid had vastgesteld.

Voor het passief kiesrecht golden dezelfde eisen, met uitzondering van de leeftijdsgrens die op 23 jaar of ouder werd gesteld.

#### Kiesstelsel
In de Kieswet van 1977 werd het kiesstelsel vastgelegd, in grote lijnen volgens het systeem waarmee in 1963 al ervaring was opgedaan, een mengvorm tussen landelijk gekozen parlementsleden en parlementsleden 
die volgens een bepaalde verdeelsleutel afkomstig waren uit de verschillende districten. 
Er konden 39 parlementsleden worden gekozen. Twaalf parlementszetels waren beschikbaar op basis van landelijke evenredige vertegenwoordiging in de vorm van partij-afvaardiging. De kiezer stemde hierbij op een partij en het kiesgebied was het hele land.
Daarnaast kon een tweede stem uitgebracht worden volgens het personenmeerderheidsstelsel per kieskring. Er werd onderscheid gemaakt tussen het stedelijk gebied en de landelijke districten.
Kieskring 1 (Paramaribo) mocht 10 parlementsleden afvaardigen en kieskring 2 (district Suriname) 6 leden. De kiezer bracht hiervoor zijn stem uit op een kandidaat die verbonden was aan een partij. Op het stembiljet stonden de kandidaten per lijst gegroepeerd, zonder dat de partij verder werd aangeduid. 
In de overige acht kiesdistricten konden, afhankelijk van het inwoneraantal, een of twee vertegenwoordigers gekozen. De kiezer bracht zijn stem uit op een van de kandidaten op de lijst van zijn district.

## 1980 Parlement buiten werking gesteld
Na de staatsgreep van 25 februari 1980 werd het Algemeen Decreet A (S.B. 1980 no. 59) afgekondigd. De Grondwet werd in haar werking geschorst. Het Parlement werd enkele maanden later buiten werking gesteld. 
Alle wettelijke regelingen gingen uit van de Nationale Militaire Raad en de regering. De buitenwerkingstelling van het parlement duurde tot 1987. In deze periode was er geen sprake van enige vorm van kiesrecht.
In 1985 werd een overgangsparlement ingesteld met 31 benoemde leden: De Nationale Assemblée (S.B. 1984 no. 116). 14 leden werden voorgedragen door de 25 Februari-beweging, elf leden door de vakbeweging en zes leden door het bedrijfsleven. Dit parlement moest de overgang van het militair gezag naar een democratisch bestuur voorbereiden. Op 30 september 1987 werd een grondwettelijk referendum georganiseerd waarbij een concept-grondwet aan de bevolking werd voorgelegd. 122.000 Surinamers brachten hun stem uit, een opkomstpercentage van meer dan 62%. 96,9% van de kiezers stemde voor. De grondwet werd op 30 september 1987 bekrachtigd bij Staatsbesluit 1987 no.116.

## 1987 De Nationale Assemblée

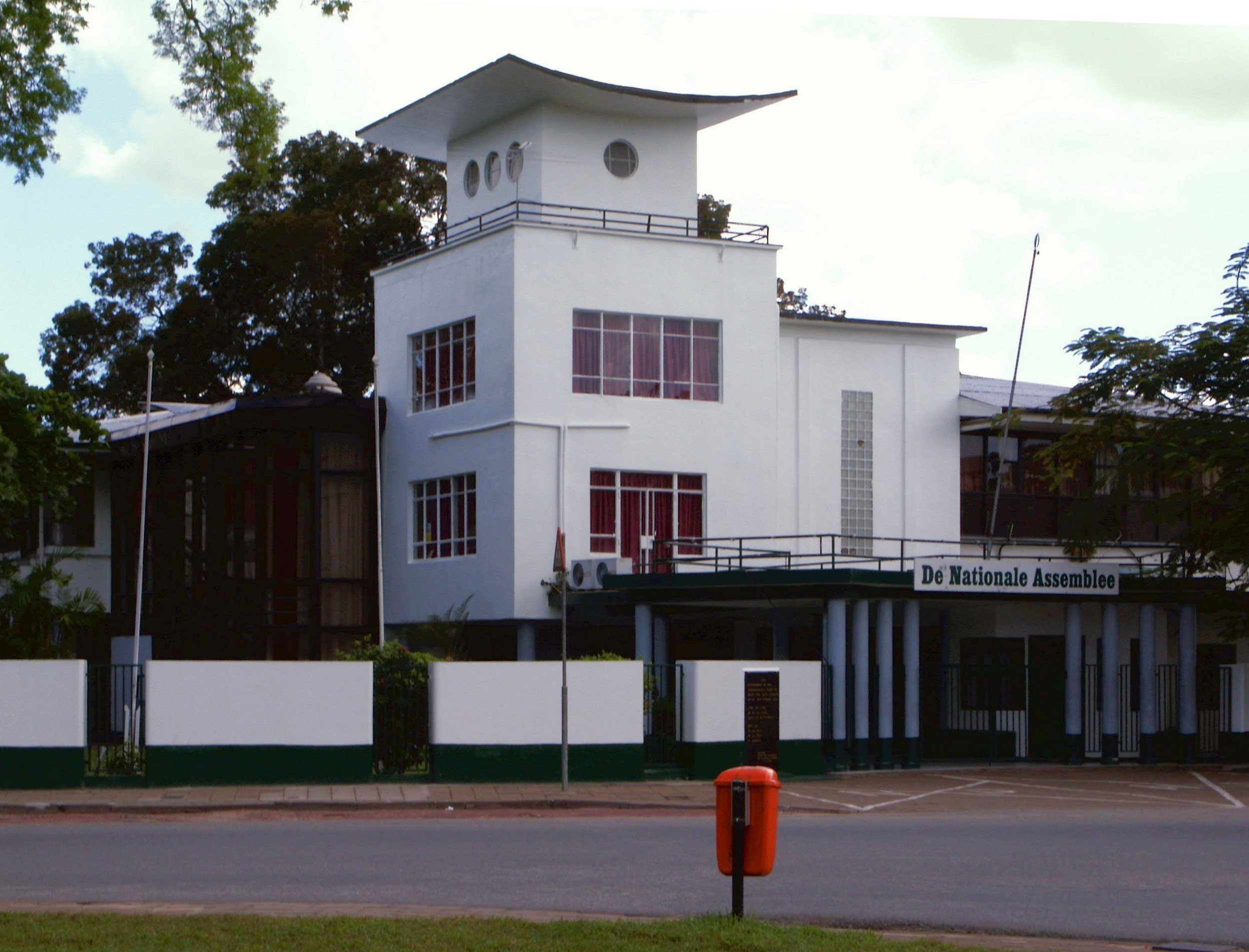
Het gebouw van De Nationale Assemblée. Het historische gebouw van de Koloniale Staten werd in 1996 door brand verwoest. De Assemblee betrok daarna het gebouw aan het Onafhankelijkheidsplein, in 1954 ontworpen door Peter Nagel voor de Buitensociëteit Het Park. (foto 2006)

Met de invoering van de nieuwe Grondwet van de Republiek Suriname van 1987 (G.B. 1967 no.116) is het algemeen kiesrecht in Suriname weer in ere hersteld. De eerste vrije, algemene verkiezingen voor De Nationale Assemblée werden gehouden op 25 november 1987.
De Assemblée is het hoogste orgaan van de staat, zij vertegenwoordigt het volk van Suriname (Artikel 55). In Hoofdstuk X van de Grondwet is de inrichting en samenstelling van De Nationale Assemblée vastgelegd. De grondwet schrijft voor dat er algemene, vrije en geheime verkiezingen voor de Assemblée plaatsvinden volgens het districtenstelsel. Er worden 51 leden gekozen. De zittingstermijn is vijf jaar. De verkiezingen vinden plaats per district op basis van evenredige vertegenwoordiging bij grootste gemiddelde en voorkeurstem (Artikel 61).

#### Actief kiesrecht
De leden van de Assemblée worden rechtstreeks gekozen door de ingezetenen die de Surinaamse nationaliteit bezitten en de leeftijd van achttien jaar hebben bereikt. Er wordt geen onderscheid gemaakt tussen mannen en vrouwen. Van de uitoefening van het kiesrecht zijn uitgesloten:
a. zij, die krachtens onherroepelijke rechterlijke uitspraak het kiesrecht missen;
b. zij, die rechtens van hun vrijheid zijn beroofd;
c. zij, die krachtens onherroepelijke rechterlijke uitspraak wegens krankzinnigheid of zwakheid van vermogens de beschikking of het beheer over hun goederen hebben verloren.
Om deel te kunnen nemen aan de verkiezingen moet men zich vooraf laten registreren in het kiesregister. De oproepkaarten worden verzonden op basis van het kiesregister. Voor de verkiezingen van leden van De Nationale Assemblée brengt een kiezer één stem uit in het district waar hij woont. Er wordt gestemd op personen.

#### Passief kiesrecht
Het passief kiesrecht is toegekend aan alle ingezetenen die de Surinaamse nationaliteit bezitten, de leeftijd van eenentwintig jaren hebben bereikt en niet zijn uitsloten wegens a en c.
Personen, die zich in een district kandidaat hebben gesteld moeten in het desbetreffende district wonen en wel gedurende twee jaren voorafgaand aan de verkiezingen.

#### Kiesstelsel
In de Kiesregeling van 1987 (S.B. 1987 no. 62) wordt de uitvoering van het kiesrecht geregeld. Het gaat daarbij om de instelling van een onafhankelijk kiesbureau, de indeling van Suriname in kiesdistricten, de verdeling van de zetels van De Nationale Assemblée over de kiesdistricten en de methoden die gebruikt worden voor de toewijzing van de zetels na afloop van de verkiezingen. Voor invoering van de kieswet is 2/3 meerderheid in de Assemblée nodig.
Politieke organisaties (partijen) moeten zich laten registeren in een openbaar register. Alleen geregistreerde politieke organisaties mogen kandidatenlijsten indienen en deelnemen aan de verkiezingen. Kandidaten worden op de lijst geplaatst met vermelding van naam, voorletter en woonplaats. De naam van de kandidaat mag maar op een lijst voorkomen. De volgorde van de kandidaten wordt bepaald door de politieke organisatie. Op de lijst die een politieke partij voor de verkiezingen indient mogen niet meer kandidaten worden geplaatst dan het aantal zetels van het district waarvoor de lijst wordt ingediend en daar mogen nog maximaal tien kandidaten aan worden toegevoegd. De volgorde van de lijsten op het stembiljet wordt bepaald door loting.
Toekenning zetels per district

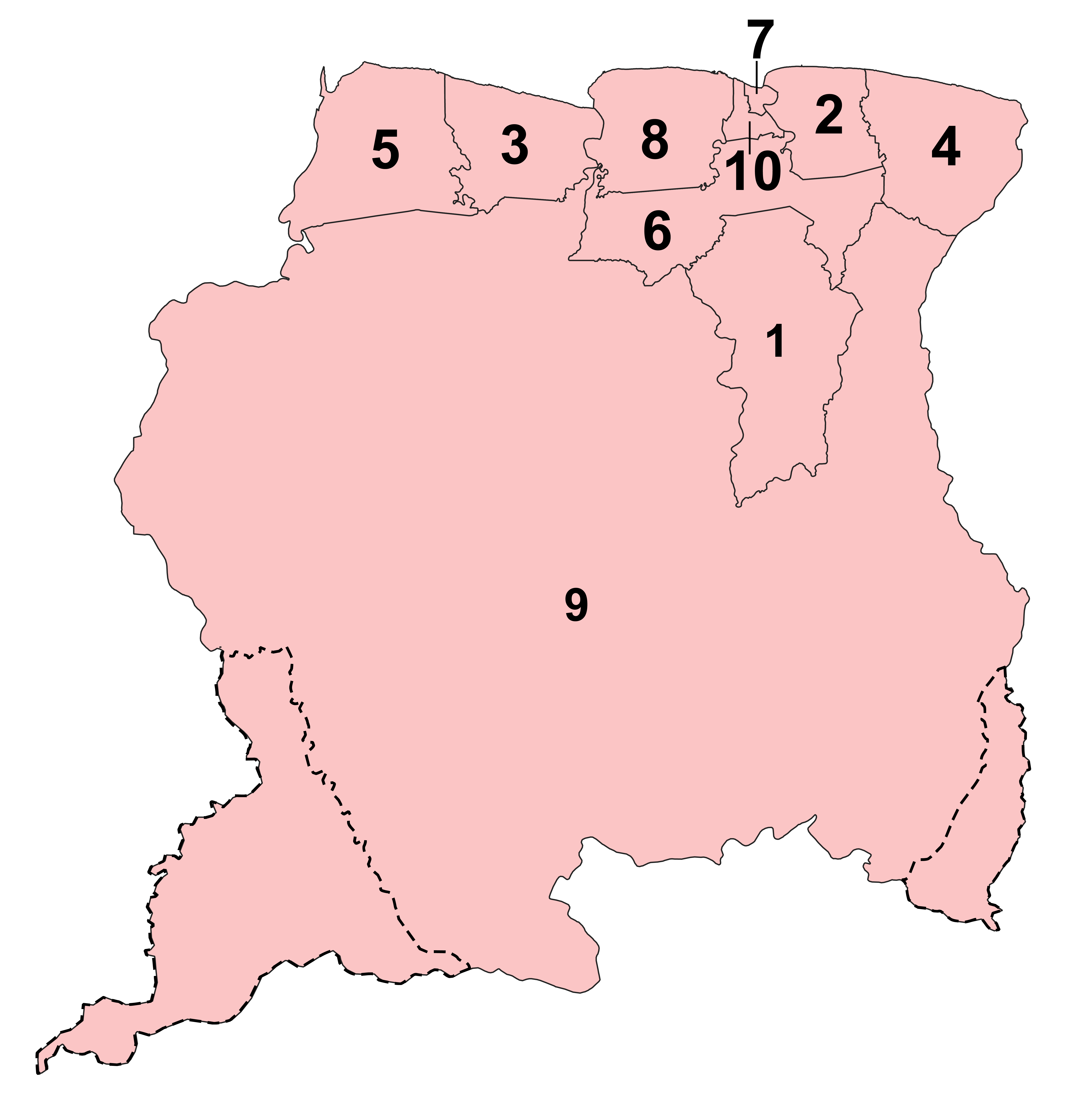
De tien districten van Suriname

Voor ieder kiesdistrict is een vast aantal zetels in de Nationale Assemblée vastgesteld (Artikel 8-12 Kiesregeling 2000). De verdeling van het aantal afgevaardigden over de districten is als volgt:
1. Paramaribo: 17 zetels
2. Wanica: 7 zetels
3. Nickerie: 5 zetels
4. Commewijne: 4 zetels
5. Sipaliwinie: 4 zetels
6. Brokopondo: 3 zetels
7. Marowijne: 3 zetels
8. Para: 3 zetels
9. Saramacca: 3 zetels
10. Coronie 2: zetels

Het aantal toegekende zetels per district is niet evenredig met het inwoneraantal van het district. De zetelverdeling zorgt ervoor dat minder dichtbevolkte gebieden een relatieve oververtegenwoordiging in de Assemblée hebben. De dichtbevolkte districten Paramaribo en Wanica hebben samen 24 van de 51 zetels (47%) terwijl 70% van de bevolking in deze districten woont. De districten Coronie en Brokopondo met 1% van de bevolking krijgen 10% van die zetels in de Assemblée. De evenredige vertegenwoordiging per district resulteert dus niet één op één in een landelijke evenredige vertegenwoordiging.

#### Vaststellen uitslag verkiezingen
Het vaststellen van de uitslag van de verkiezingen vindt plaats door het hoofdstembureau. De berekening van de toewijzing van de zetels verloopt volgens de methodiek van het grootste gemiddelde, rekening houdend met voorkeurstemmen.
Voorbeeldberekening zeteltoewijzing  waarbij er vier partijen deelnemen in een district dat vijf zetels in de Assemblée heeft.
| Telronde                             | Berekening | Resultaat |
| ------------------------------------ | --- | --- |
| 1e telronde: toekenning eerste zetel | - Partij A: 12.500 stemmen : 1 = 12.500 - Partij B: 4.200 stemmen : 1 = 4.200 - Partij C: 3.800 stemmen :1 = 3.800 - Partij D: 2.500 stemmen : 1 = 2.500 | Partij A heeft het grootste gemiddelde en krijgt de eerste te verdelen zetel. Cumulatieve toekenning: partij A: 1 zetel.                                          |
| 2e telronde: toekenning tweede zetel | - Partij A: 12.500 stemmen : 2 = 6.250 - Partij B: 4.200 stemmen : 1 = 4.200 - Partij C: 3.800 stemmen :1 = 3.800 - Partij D: 2.500 stemmen : 1 = 2.500  | Partij A heeft wederom het grootste gemiddelde en krijgt de tweede te verdelen zetel. Cumulatieve toekenning: partij A: 2 zetels.                                 |
| 3e telronde: toekenning derde zetel  | - Partij A: 12.500 stemmen : 3 = 4.166 - Partij B: 4.200 stemmen : 1 = 4.200 - Partij C: 3.800 stemmen :1 = 3.800 - Partij D: 2.500 stemmen : 1 = 2.500  | Partij B heeft het grootste gemiddelde en krijgt de derde te verdelen zetel. Cumulatieve toekenning: partij A: 2 zetels en partij B: 1 zetel.                     |
| 4e telronde: toekenning vierde zetel | - Partij A: 12.500 stemmen : 3 = 4.166 - Partij B: 4.200 stemmen : 2 = 2.100 - Partij C: 3.800 stemmen :1 = 3.800 - Partij D: 2.500 stemmen : 1 = 2.500  | Partij A heeft het grootste gemiddelde en krijgt de vierde te verdelen zetel. Cumulatieve toekenning: partij A: 3 zetels en partij B: 1 zetel.                    |
| 5e telronde: toekenning vijfde zetel | - Partij A: 12.500 stemmen : 4 = 3.125 - Partij B: 4.200 stemmen : 2 = 2.100 - Partij C: 3.800 stemmen :1 = 3.800 - Partij D: 2.500 stemmen : 1 = 2.500  | Partij C heeft het grootste gemiddelde en krijgt de vijfde te verdelen zetel. Cumulatieve toekenning: partij A: 3 zetels, partij B: 1 zetel en partij C: 1 zetel. |
| Uiteindelijke toekenning             | - Partij A: 3 zetels - Partij B: 1 zetel - Partij C: 1 zetel - Partij D: 0 zetels                                                                        | |

De zetels worden per partij toegewezen aan de kandidaten in de volgorde van vermelding op de lijst. In de toekenning van de zetels aan de kandidaten wordt rekening gehouden met uitgebrachte voorkeurstemmen. In de kiesregeling is bepaald dat kandidaten die meer stemmen hebben gekregen dan de kiesdeler van hun lijst met voorkeur zijn gekozen.
Voorbeeldberekening voorkeurstem.
- Kiesdeler van partij A: 12.500 stemmen : 3 zetels = 4.166
- Kiesdeler van partij B: 4.200 stemmen : 1 zetels = 4.200
- Kiesdeler van partij C: 3.800 stemmen : 1 zetel = 3.800

Stel: de lijsttrekker van partij A heeft 3.500 stemmen verworven, de 2e kandidaat op de lijst 2.500, de 3e kandidaat 1.500 en de 4e kandidaat 5.000 zetels. De 5e kandidaat heeft meer stemmen behaald dan de lijstkiesdeler en krijg dus als eerste een zetel. De andere twee zetels worden toegekend in de volgorde van de lijst, dus aan de lijsttrekker en kandidaat 2. Kandidaat 3 krijgt geen zetel.

#### Aanpassing stelsel in 2022
Het kiesstelsel van 1987 voorziet in een afwijking van de verdeelsleutel in de districten Marowijne, Brokopondo en Sipaliwini, met het doel om daar aandacht te schenken aan ontwikkeling. In februari 2022 diende de advocate Serena Essed een verzoekschrift in bij het Constitutioneel Hof om de Kiesregeling onverbindend te verklaren. Naar haar oordeel is het districtenkiesstelsel onrechtvaardig en zou die herzien moeten worden. ABOP-leider Ronnie Brunswijk, die veel stemmen achter zich heeft in de genoemde districten, zorgde hierna voor een rel, door haar en het Hof te waarschuwen met 'verwarring' (bruya) in het land. Nadat politiek Suriname, inclusief de coalitie, zich van zijn uitspraken afkeerde, trok hij zijn bedreiging in. Op 5 augustus vonniste het Hof dat de Kiesregeling op belangrijke punten aangepast moet worden, omdat De Nationale Assemblée niet de soevereine wil van het volk vertegenwoordigt en de zetelverdeling is gebaseerd op discriminatie.
Door de aanpassing van de kieswet is het gewicht op stemmers uit Paramaribo en Wanica komen te liggen, met respectievelijk 20 en 12 te verdelen zetels.
| District   | stemgerechtigden | zetels |
| ---------- | ---------------- | ------ |
| Paramaribo | 164.088          | 20,8   |
| Wanica     | 100.439          | 12,7   |
| Nickerie   | 23.842           | 3,0    |
| Coronie    | 2.083            | 0,3    |
| Saramacca  | 12.996           | 1,6    |
| Commewijne | 24.912           | 3,2    |
| Marowijne  | 16.767           | 2,1    |
| Para       | 21.470           | 2,7    |
| Brokopondo | 9.051            | 1,1    |
| Sipaliwini | 26.206           | 3,3    |
| Totaal     | 401.854          | 51     |